# جوان كونواي
جوان كونواي (بالإنجليزية: Joanne Conway)‏ هي متزلجة فنية بريطانية، ولدت في 11 مارس 1971 في Wallsend ‏ في المملكة المتحدة.

## وصلات خارجية
- جوان كونواي على موقع أوليمبيديا (الإنجليزية)
- جوان كونواي على موقع اللجنة الأولمبية البريطانية (الإنجليزية)